# Nicolae Pertea
Nicolae Pertea (ur. 10 sierpnia 1944) – rumuński lekkoatleta, płotkarz.
Zdobył brązowy medal w biegu na 50 metrów przez płotki na europejskich igrzyskach halowych w 1969 w Belgradzie, ulegając jedynie Alanowi Pascoe z Wielkiej Brytanii i Wernerowi Trzmielowi z Republiki Federalnej Niemiec. Odpadł w półfinale biegu na 100 metrów przez płotki na mistrzostwach Europy w 1969 w Atenach.
Później czterokrotnie startował w halowych mistrzostwach Europy. W 1970 w Wiedniu i 1973 w Rotterdamie odpadał w półfinale biegu na 60 metrów przez płotki, w 1971 w Sofii w eliminacjach tej konkurencji, a w 1970 w Grenoble w eliminacjach biegu na 50 metrów przez płotki.
Sześciokrotnie zwyciężał w biegu na 110 metrów przez płotki w mistrzostwach krajów bałkańskich w latach 1967–1970, 1972 i 1973.
Był mistrzem Rumunii w biegu na 110 metrów przez płotki w 1967, 1969, 1970, 1973 i 1974. Wielokrotnie poprawiał rekord Rumunii w tej konkurencji do wyniku 13,7 s, osiągniętego 13 maja 1972 w Bukareszcie.